# ウプウアウト
ウプウアウトまたは、ウェプワウェト（Wepwawet, Upuaut, Wep-wawet, Wepawet, Ophois）は、後期エジプト神話における軍神。

## 概要
オオカミの姿をしている。信仰の中心だったアシュートのギリシア名であるリコポリス (Lycopolis) は「オオカミの都市」を意味している。
その名は「道を切り開く者」を意味する。軍隊が進軍するのに適した道を探す偵察の役目を果たしたという解釈もある。
オオカミのようにありたいと考えたファラオが象徴としてウプウアウトを使い始め、後にファラオにまつわる縁起物として神格化されたものとみられる。またファラオの狩猟に付き従ったといわれ、その能力から「神よりも強力な鋭い矢」と称された。
やがて戦争、結果として死とも結び付けられ、死者の魂を冥界へと導くための道を切り開く者と見られるようになっていった。オオカミはジャッカルと似ているため、ウプウアウトはアヌビスとも結び付けられるようになった。アヌビスはアシュートでも信仰されており、ウプウアウトはアヌビスの息子とされるようになった。
またウプウアウトをジャッカルだと見る場合があり、結局アヌビスと混同されることが多くなり、セトの息子といわれるようにもなった。

## 信仰
その信仰の中心地は、上エジプトのアシュート（ヘレニズム期からローマ属州時代にかけてはリコポリスと呼ばれた）だった。
シナイ半島で見つかったある碑文では、ウプウアウトが王セケムケト（第3王朝）の勝利のために「道を切り開いた」と記している。アビドスにあるセティ1世の神殿にはウプウアウトが見られる。

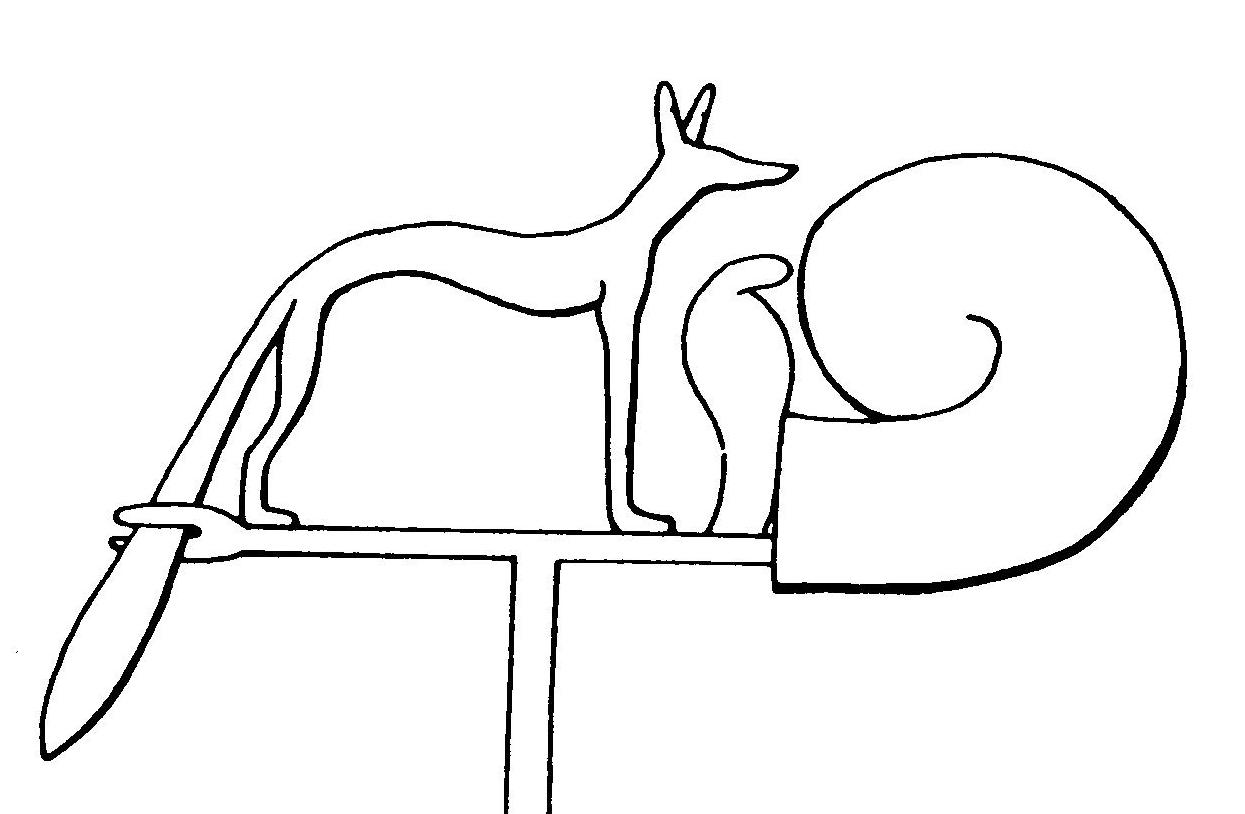
ウプウアウト。

後期古代エジプト美術において、ウプウアウトはオオカミやジャッカルの姿、オオカミやジャッカルが頭部の人間の姿で描かれている。ジャッカルの姿で描かれる場合も、元々がオオカミだったことを反映してか、灰色または白い毛皮で覆われた形で描かれることが多い。戦士の服装で描かれる場合、メイスや弓を持っている。
一般にファラオを賛美する目的のため、後期の神話ではウプウアウトがウアジェトの聖域で生まれたという伝承を流布させたといわれている。ウアジェトは下エジプト最古の守護神であり、その聖域は下エジプトの中心部にある。これによって、それまで上エジプトでのみ信仰されていたウプウアウトがエジプト統一の象徴として王室の儀礼に組み込まれた。
後期のピラミッド文書では、ウプウアウトは「ラー」と呼ばれている。これは、地平線から上ってくる太陽を天空を「切り開く」者と見たことに由来すると考えられる。また後期の葬送儀礼では、死者の魂を冥界へと導くとされている。